# Monasterio de Zwiefalten
El monasterio de Zwiefalten (también abadía de Zwiefalten, en alemán: Kloster Zwiefalten, Abtei Zwiefalten o después de 1750 'Reichsabtei Zwiefalten') fue un antiguo monasterio benedictino situado en Zwiefalten, en Baden-Württemberg, en el sur de Alemania. En la actualidad, aparte de la iglesia, alberga un centro psiquiátrico.

## Galería

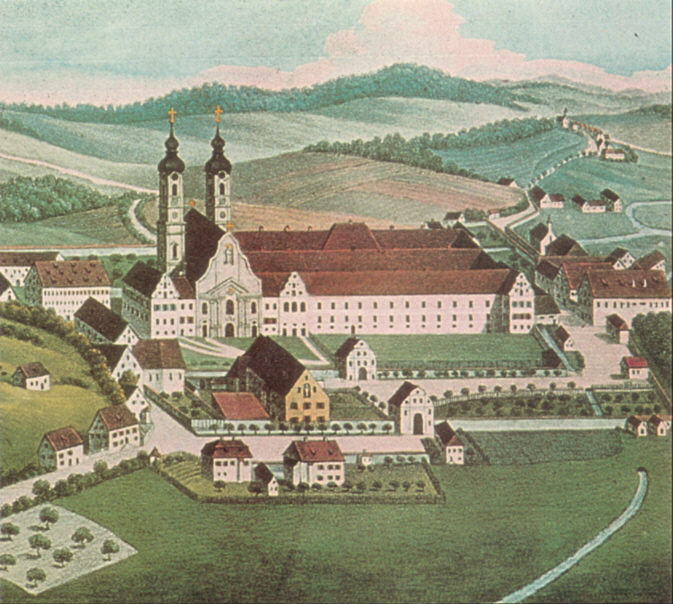
Zwiefalten, 1826
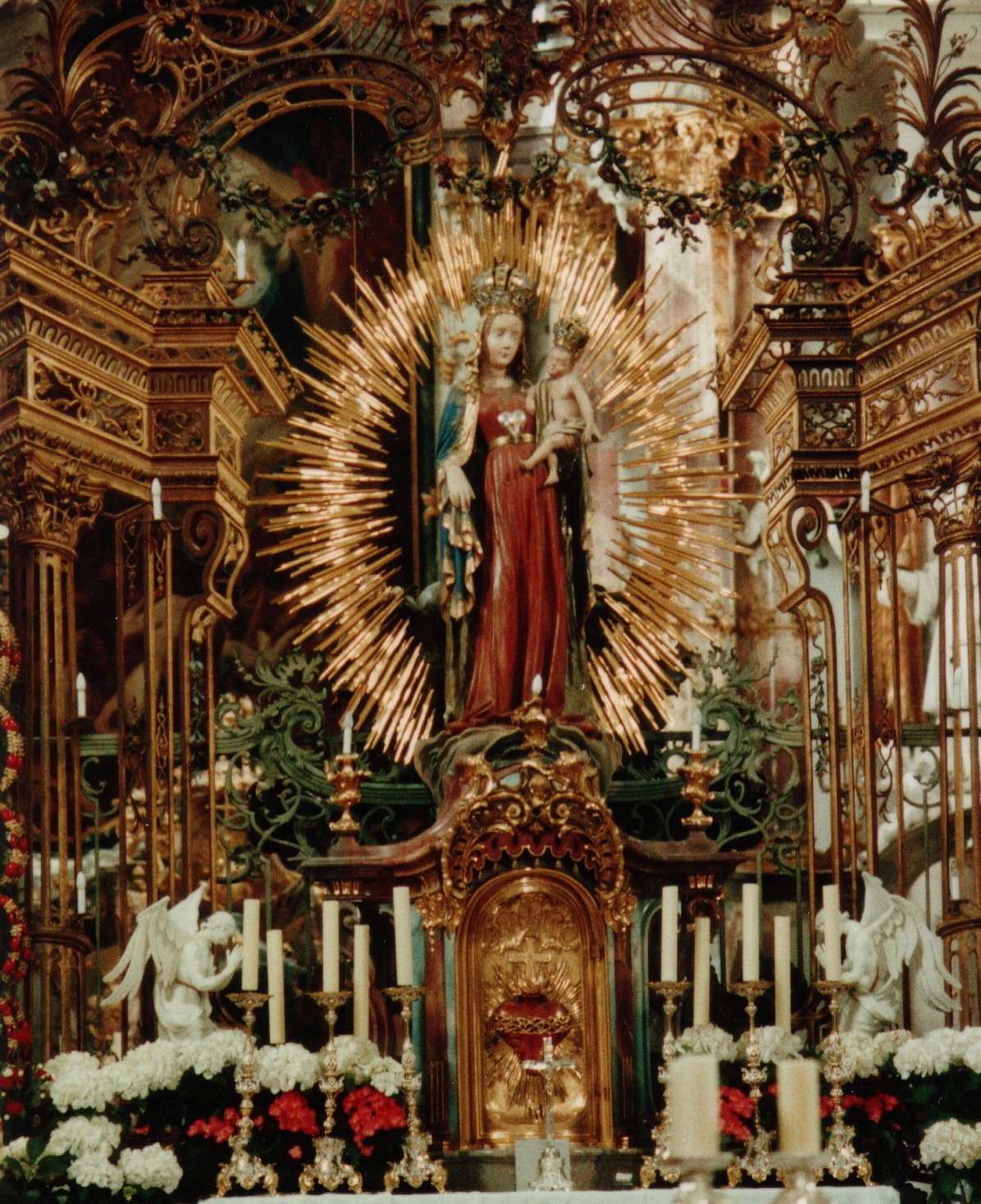
Altar principal
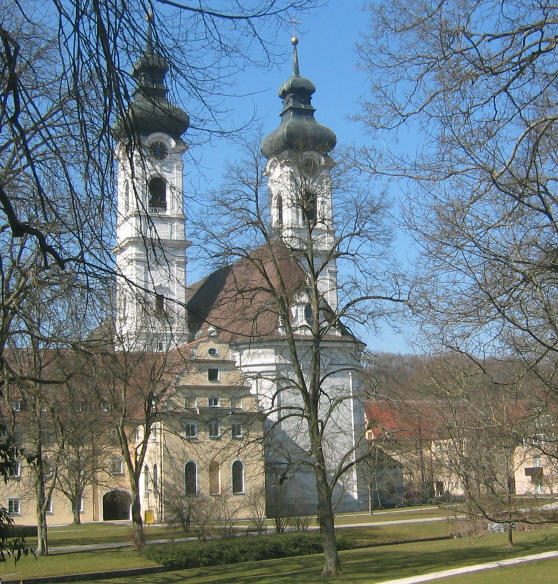
Exterior de la abadía
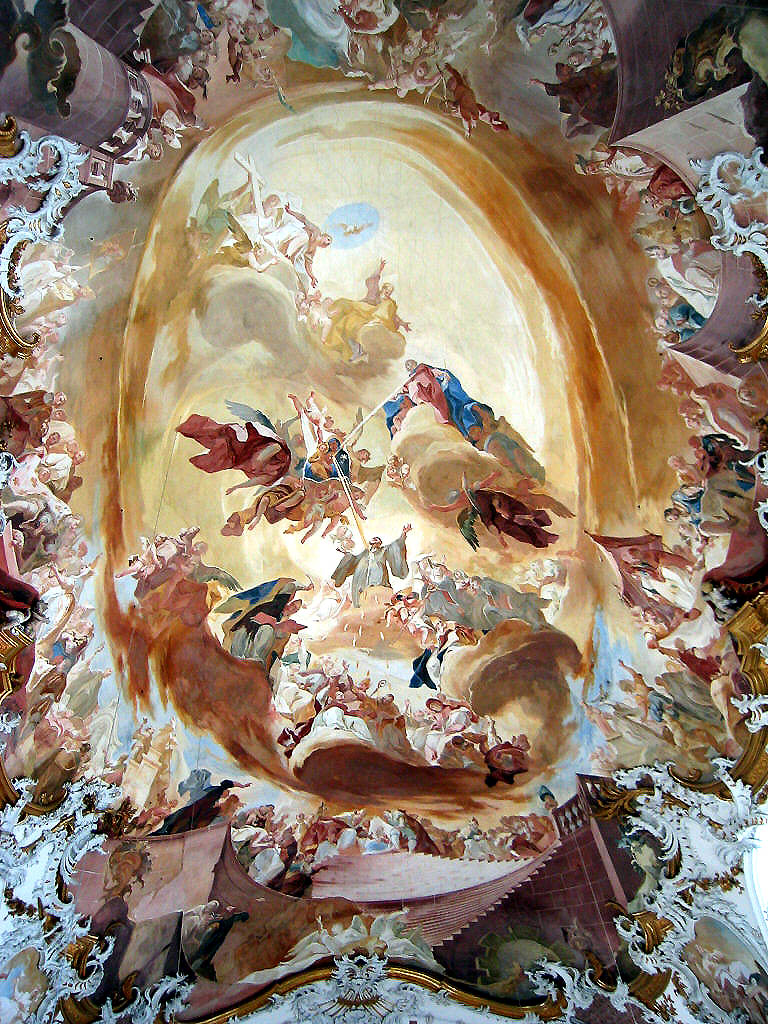
Frescos